# Werner Herzog
Werner Herzog, (rojstno ime Werner Stipetić), nemški filmski, operni in gledališki režiser, igralec in avtor, * 5. september 1942, München.
Poleg Volkerja Schlöndorffa, Alexandra Klugeja, Rainerja Wernerja Fassbinderja in Harka Bohma je pomemben predstavnik »novega nemškega filma«. 

## Mladost
Werner Herzog je odraščal na odročni kmetiji na Bavarskem, nedaleč stran od nemško-avstrijske meje. Pri 12 letih, po ločitvi staršev, se je z materjo, Jugoslovanko, preselil v München. Trdi, da je šele pri svojih 17 letih prvič telefoniral in videl svoj prvi film. 
V Münchnu je v istem stanovanju bival tudi Klaus Kinski, ki je že takrat bil pravi ekscentrik. 
V Münchnu je Herzog opravil maturo in pričel študirati zgodovino, primerjalno književnost in teatrologijo. V Pittsburghu v ZDA je kratek čas študiral tudi filmsko znanost. Nikoli ni obiskoval nobene filmske šole, vsega se je naučil sam. 

## Prvi projekti
Svoj prvi film, Lebenszeichen, je posnel pri 19 letih. Zanj je pridobil finančno podporo kuratorija »Mladi nemški film«. Film mu je prinesel tudi nagrado za najboljši prvenec. Toda film je javno objavil šele leta 1968. Pred tem je prikazal leta 1962 že kratki film Herakles.
Herzog je leta 1963 ustanovil produkcijsko podjetje Werner Herzog Filmproduktion v Münchnu.

## Privatno življenje
Leta 1967 se je poročil z Martje Grohmann. 1973 sta dobila sina Rudolpha Amosa Achmeda. 
Leta 1980 je Werner Herzog postal spet oče. Tokrat mu je igralka Eva Mattes (ki je igrala tudi v njegovem filmu »Woyzeck«) rodila hčerko Hanno. 
1987 se je Herzog poročil s Christine Mario Ebenberger. Njun sin, Simon David Alexander Herzog, se je rodil leta 1989. 
Herzog je trenutno (2006) poročen z Leno Herzog. 

## Filmi
Veliko filmov je posnel v angleščini. V petih filmih je glavno vlogo odigral Klaus Kinski. O tem sodelovanju je Herzog leta 1999 posnel tudi dokumentarni film Mein liebster Feind.
V Herzogovem opusu je tudi veliko drugih dokumentarnih filmov. Pravzaprav je po zadnjem filmu s Kinskijem, Cobra Verde, posnel le dva fiktivna filma. V svojih dokumentarnih delih se upira Cinema verité. Pogosto namreč snema visoko estetizirane, subjektivne filme, z lastno perspektivo o obravnavani tematiki. To gre celo tako daleč, da osebam določi kaj naj rečejo. 
Poučuje na Nemški filmski in televizijski akademiji (DFFB) v Berlinu ter je za svoje filme prejel številne nagrade. Zadnja večja je nagrada ameriškega združenja režiserjev (Directors Guild of America) za režiserja najboljšega dokumentarca za »Grizzly man«.

## Opere
Sredi osemdesetih let se je Werner Herzog posvetil operi. Debitiral je z opero Ferruccia Busonija, Doktor Faustus. Znan je postal z režiranjem oper Richarda Wagnerja. 

## Filmi (izbor)
- 2005 - The Wild Blue Yonder
- 2005 - Grizzly Man
- 2003 - Rad der Zeit
- 2002 - Ten thousand years older
- 2001 - Invincible
- 1999 - Mein liebster Feind
- 1997 - Little Dieter needs to fly
- 1990 - Echos aus einem düsteren Reich
- 1990 - Wodaabe - Hirten der Sonne
- 1988 - Les Galois
- 1987 - Cobra Verde
- 1984 - Wo die grünen Ameisen träumen
- 1984 - Gasherbrunn - Der leuchtende Berg
- 1982 - Fitzcarraldo
- 1980 - Huie´s Predigt
- 1979 - Woyzeck
- 1979 - Nosferatu – Phantom der Nacht
- 1976 - Stroszek
- 1976 - How much wood would a woodchuck chuck
- 1976 - Herz aus Glas
- 1974 - Jeder für sich und Gott gegen alle (Kaspar Hauser)
- 1972 - Aguirre, der Zorn Gottes
- 1970 - Auch Zwerge haben klein angefangen
- 1969 - Die fliegenden Ärzte von Ostafrika
- 1968 - Lebenszeichen
- 1967 - Die beispiellose Verteidigung der Festung Deutschkreutz
- 1964 - Spiel im Sand
- 1962/1965 - Herakles

## Filmi o Wernerju Herzogu
- 1978 - Christian Weisenborn & Erwin Keuch: Was ich bin sind meine Filme
- 1980 - Les Blank: Werner Herzog eats his Shoe
- 1982 - Les Blank: Burden of Dreams
- 1988 - Peter Buchka: Bis ans Ende...und dann noch weiter. Die ekstatische Welt des Filmemachers Werner Herzog